# Pravi kostanj
Pravi kostanj, tudi domači kostanj  (znanstveno ime Castanea sativa) je  drevo iz družine bukovk; uspeva na območju med Kavkazom in Sredozemljem. 
Plodovi (kostanji ali maroni) so rjavi in obdani z bodičastim ovojem. Bogati so s škrobom, zato se uporabljajo za prehrano.